# Kutev Peak
Der Kutev Peak (englisch; bulgarisch Кутев връх Kutew wrach) ist ein 1100 m hoher und größtenteils vereister Berg in den Havre Mountains im Norden der Alexander-I.-Insel westlich der Antarktischen Halbinsel. Er ragt 8,6 km östlich des Buneva Point, 9,31 km südsüdöstlich des St. George Peak, 2,85 km südwestlich des Nicolai Peak und 5,25 km nördlich bis westlich des Simon Peak auf. Der Lennon-Gletscher liegt nördlich, der Pipkow-Gletscher südlich von ihm. Seine markanten Westhänge sind teilweise unvereist.
Britische Wissenschaftler kartierten ihn 1971. Die bulgarische Kommission für Antarktische Geographische Namen benannte ihn 2017 nach dem bulgarischen Komponisten und Arrangeur Filip Kutew (1903–1982).